# 吉備の中山
吉備の中山や吉備中山（きびのなかやま）は、岡山県岡山市北区にある山。標高175m。

## 概要

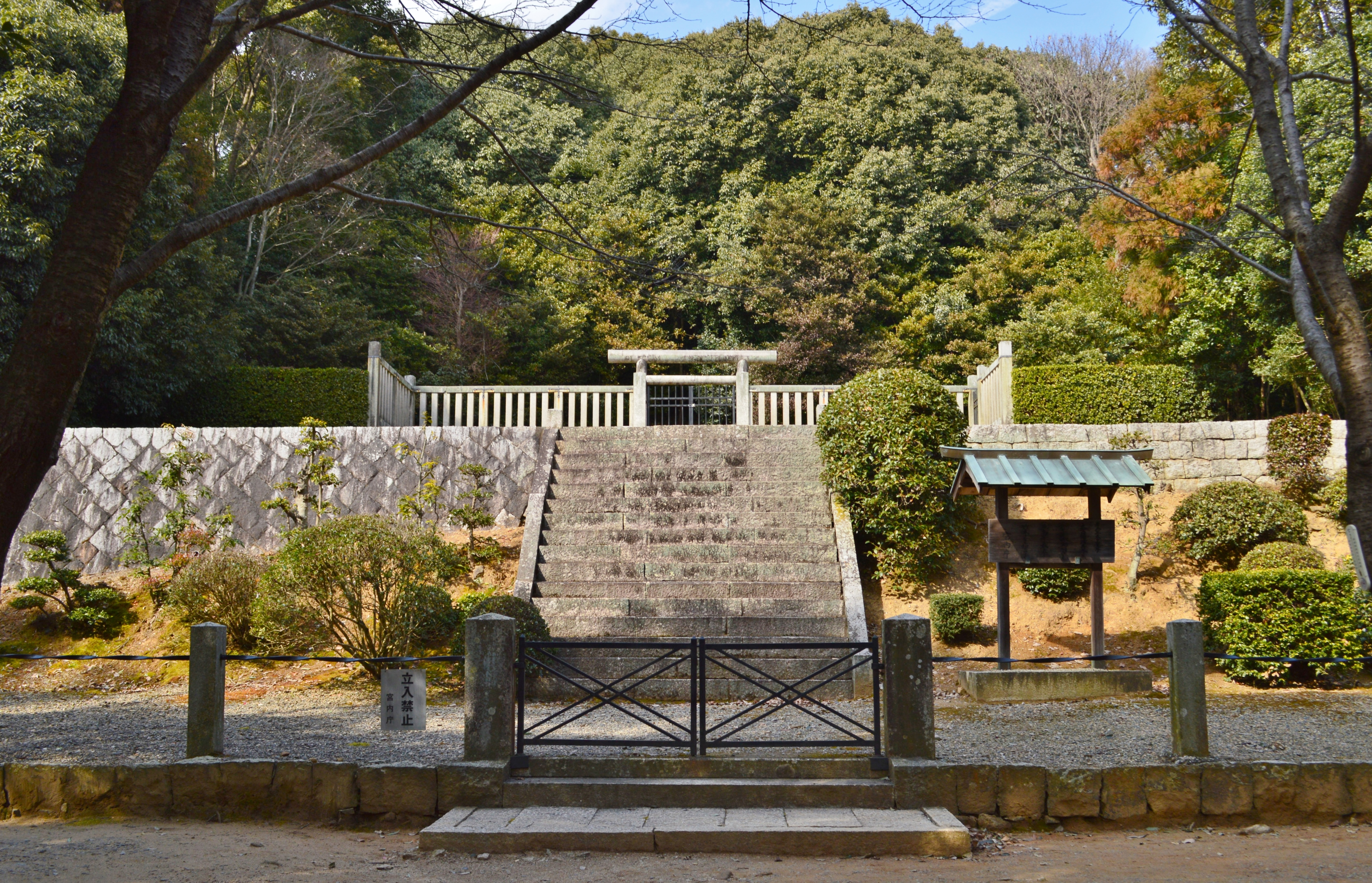
中山茶臼山古墳大吉備津彦命の宮内庁治定墓。

吉備の中山には多くの古墳や古代祭祀遺跡が残り、古くより神体山としての信仰がなされていたと考えられている。最高峰の北峰・竜王山（標高175m）山頂には吉備津彦神社の元宮磐座や摂末社の龍神社が鎮座し、中央の茶臼山（標高160m）山頂には大吉備津彦命の墓とされる古墳が残っている。
- 元宮磐座 - 古代に祭祀が行われていたとされる。
- 奥宮磐座 - 「八畳岩」ほかの磐座が残る。岩周辺の土中からは、多くの土師器の破片が発掘された。
- 環状神籬
- 中山茶臼山古墳 - 墳丘長120mの前方後円墳。宮内庁により「大吉備津彦命墓」として治定。
- 尾上車山古墳
- 石舟古墳
- 藤原成親遺跡
- 吉備考古館